# Ginchy
Ginchy est une commune française située dans le département de la Somme, en région Hauts-de-France.

## Géographie

### Localisation

#### Communes limitrophes
Les communes limitrophes sont  Combles, Flers, Gueudecourt, Guillemont, Lesbœufs, Longueval, Maurepas et Morval.
|            | Flers et Gueudecourt | Lesbœufs |
| Longueval  | Ginchy               | Morval   |
| Guillemont | Hardecourt-aux-Bois  | Combles  |

### Description

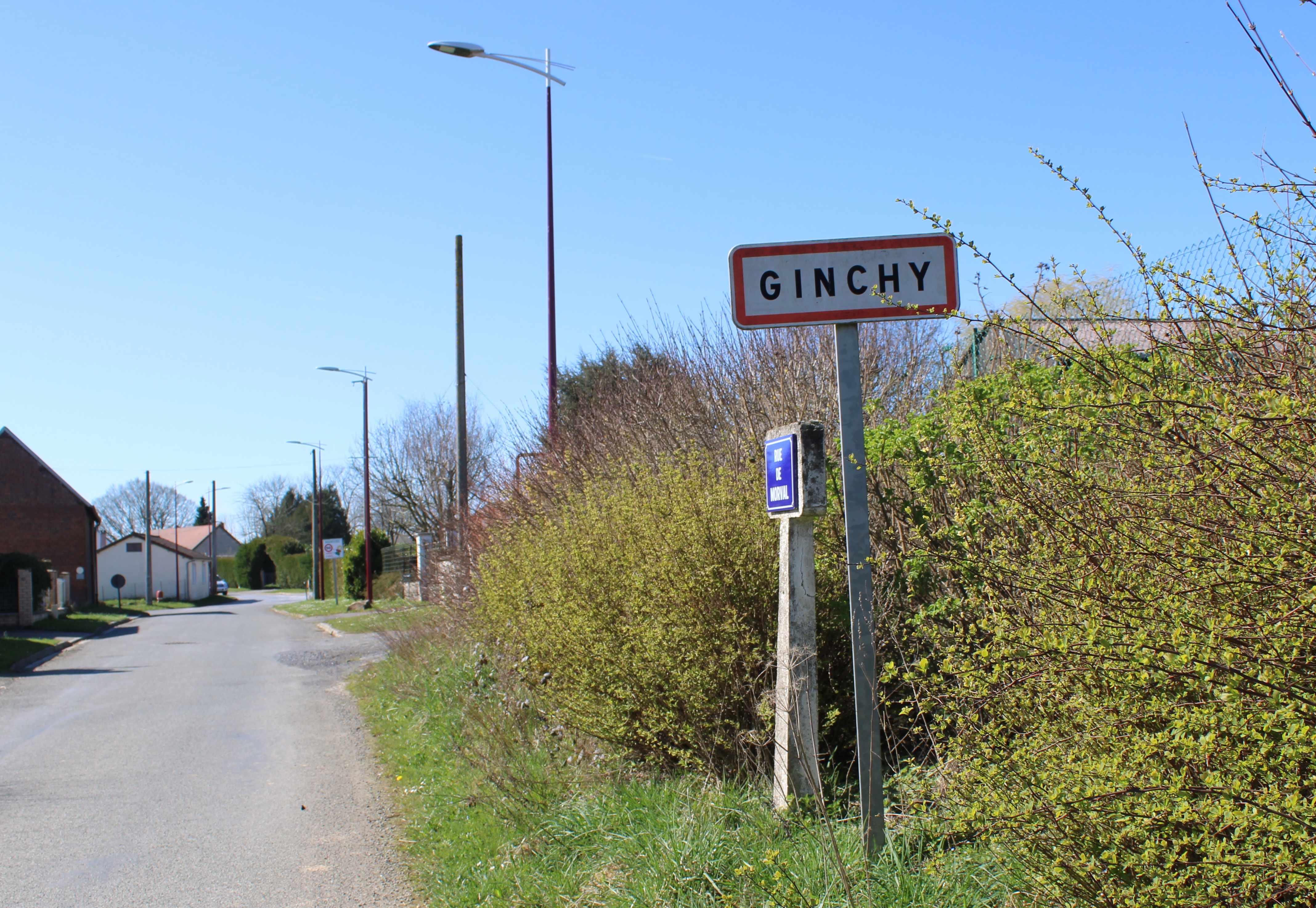
Entrée du village.

La commune de Ginchy est située à l'extrémité nord-est du département de la Somme à la limite du Pas-de-Calais. Elle est distante de la ville d'Albert, d'une quinzaine de kilomètres.
Le sentier de grande randonnée de pays (GRP) de la Bataille de la Somme passe dans le village.
En 2019, la localité est desservie par les autocars du réseau inter-urbain Trans'80, Hauts-de-France (ligne no 54, Lesbœufs - Péronne).

### Géologie et relief
Le sol et le sous-sol de la commune sont de formations tertiaire et quaternaire ; l'argile domine.
Au nord de la commune, on rencontre une série d'ondulations qui appartiennent aux collines de l'Artois bordant un plateau au sud sur lequel a été bâti le village de Ginchy. Le point culminant de la commune se trouve au lieu-dit le Télégraphe à 156 m d'altitude où se trouvait jadis un relais du télégraphe de Chappe'.

### Hydrographie
La commune est située dans le bassin Artois-Picardie. Elle n'est drainée par aucun cours d'eau.

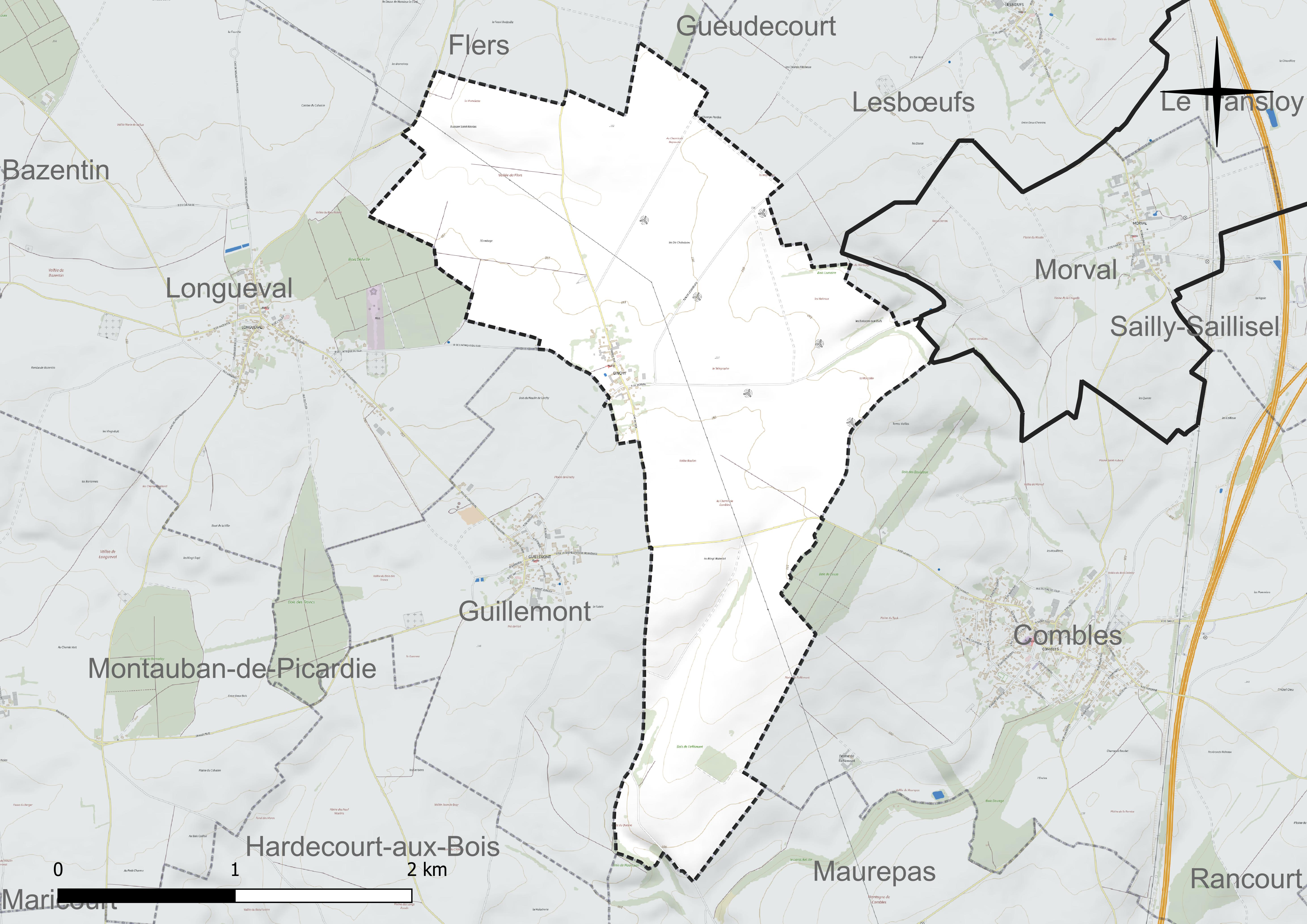
Réseau hydrographique de Ginchy.

### Climat
Pour des articles plus généraux, voir Climat des Hauts-de-France et Climat de la Somme.
En 2010, le climat de la commune est de type climat océanique dégradé des plaines du Centre et du Nord, selon une étude du CNRS s'appuyant sur une série de données couvrant la période 1971-2000. En 2020, Météo-France publie une typologie des climats de la France métropolitaine dans laquelle la commune est exposée à un climat océanique et est dans la région climatique Nord-est du bassin Parisien, caractérisée par un ensoleillement médiocre, une pluviométrie moyenne régulièrement répartie au cours de l'année et un hiver froid (3 °C).
Pour la période 1971-2000, la température annuelle moyenne est de 9,9 °C, avec une amplitude thermique annuelle de 14,6 °C. Le cumul annuel moyen de précipitations est de 846 mm, avec 11,9 jours de précipitations en janvier et 9,3 jours en juillet. Pour la période 1991-2020, la température moyenne annuelle observée sur la station météorologique la plus proche, située sur la commune de Méaulte à 13 km à vol d'oiseau, est de 10,7 °C et le cumul annuel moyen de précipitations est de 730,3 mm,. Pour l'avenir, les paramètres climatiques de la commune estimés pour 2050 selon différents scénarios d'émission de gaz à effet de serre sont consultables sur un site dédié publié par Météo-France en novembre 2022.

## Urbanisme

### Typologie
Au 1er janvier 2024, Ginchy est catégorisée commune rurale à habitat dispersé, selon la nouvelle grille communale de densité à sept niveaux définie par l'Insee en 2022.
Elle est située hors unité urbaine et hors attraction des villes,.

### Occupation des sols

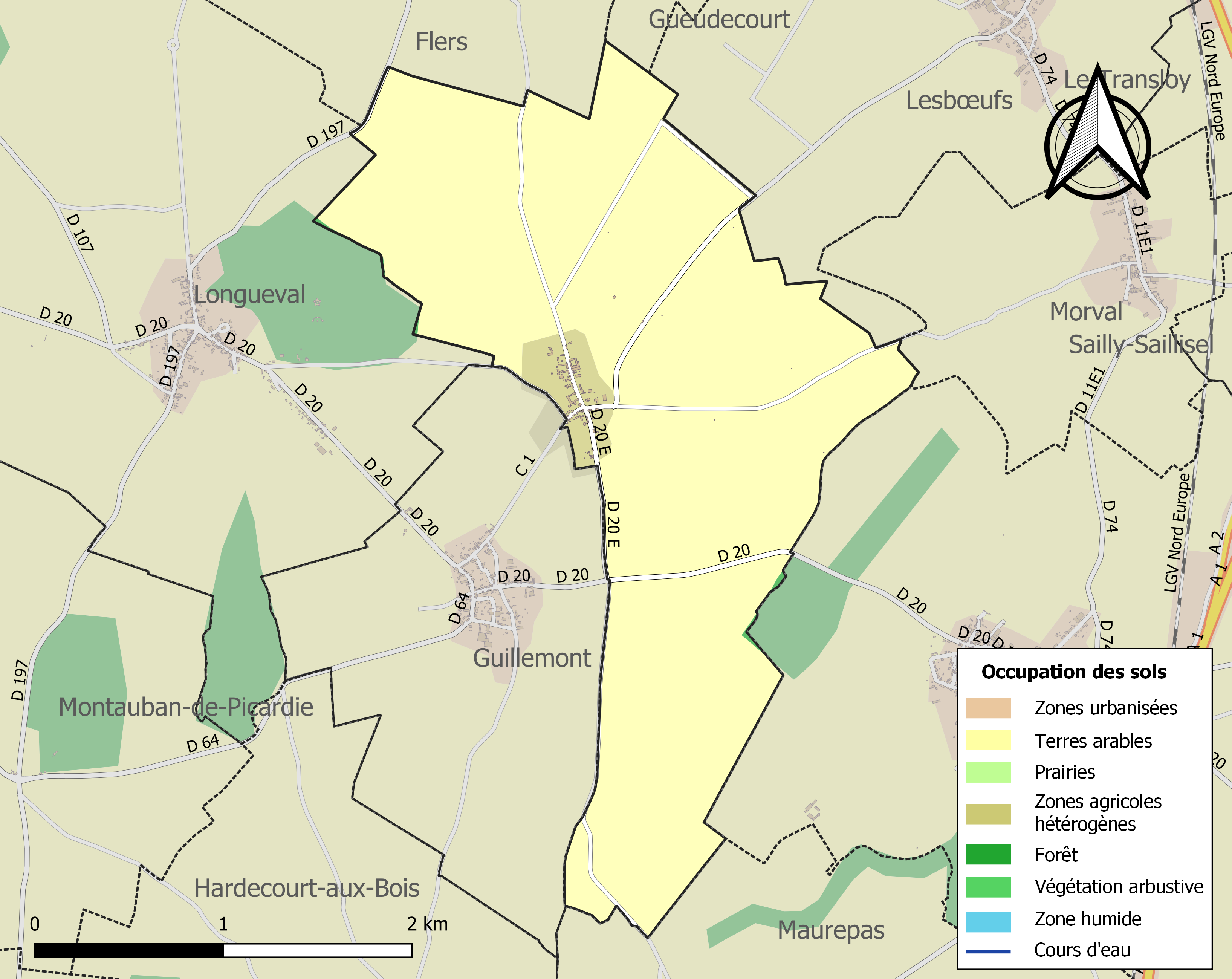
Carte des infrastructures et de l'occupation des sols de la commune en 2018 (CLC).

L'occupation des sols de la commune, telle qu'elle ressort de la base de données européenne d'occupation biophysique des sols Corine Land Cover (CLC), est marquée par l'importance des territoires agricoles (100 % en 2018), une proportion identique à celle de 1990 (100 %). La répartition détaillée en 2018 est la suivante : 
terres arables (96,3 %), zones agricoles hétérogènes (3,7 %). L'évolution de l'occupation des sols de la commune et de ses infrastructures peut être observée sur les différentes représentations cartographiques du territoire : la carte de Cassini (XVIIIe siècle), la carte d'état-major (1820-1866) et les cartes ou photos aériennes de l'IGN pour la période actuelle (1950 à aujourd'hui).

### Lieux-dits, hameaux et écarts
La commune de Ginchy possède un habitat groupé le long de la route qui mène à Flers et à Lesbœufs. Il n'y a ni hameau ni ferme isolée sur le territoire communal.

### Habitat et logement
En 2018, le nombre total de logements dans la commune était de 37, alors qu'il était de 41 en 2013 et de 36 en 2008.
Parmi ces logements, 73,5 % étaient des résidences principales, 2,9 % des résidences secondaires et 23,5 % des logements vacants. Ces logements étaient pour 86,5 % d'entre eux des maisons individuelles et pour 13,5 % des appartements.
Le tableau ci-dessous présente la typologie des logements à Ginchy en 2018 en comparaison avec celle de la Somme et de la France entière. Une caractéristique marquante du parc de logements est ainsi une proportion de résidences secondaires et logements occasionnels (2,9 %) inférieure à celle du département (8,3 %) et à celle de la France entière (9,7 %). Concernant le statut d'occupation de ces logements, 89,7 % des habitants de la commune sont propriétaires de leur logement (83,3 % en 2013), contre 60,3 % pour la Somme et 57,5 % pour la France entière.
| Typologie                                               | Ginchy | Somme | France entière |
| ------------------------------------------------------- | ------ | ----- | -------------- |
| Résidences principales (en %)                           | 73,5   | 83,3  | 82,1           |
| Résidences secondaires et logements occasionnels (en %) | 2,9    | 8,3   | 9,7            |
| Logements vacants (en %)                                | 23,5   | 8,4   | 8,2            |

## Toponymie
Le nom de la localité est attesté sous les formes Ginchi en 1150 (Roger, châtelain de Péronne. Cartulaire d’Arrouaise.) ; Genci en 1158 (Baudouin, évêque de Noyon. Cartulaire d’Arrouaise.) ; Genciacum en 1202 (Cartulaire de Lihons) ; Genchy en 1202 (Cartulaire de Lihons) ; Quinchi en 1217 (Nivelon, maréchal de France.) ; Cinchi en 1240 (Lettre de Louis IX) ; Geincy en 1567 (Coutume de Péronne) ; Ginchy en 1733 (G. Delisle) ; Guinchi en 1787 (Picardie méridionale) ; Gency sans date (M. Decagny).
Albert Dauzat qui ne cite aucune forme ancienne, signe qu'il n'en connaît pas, suppose qu'il s'agit d'un toponyme en -acum, suffixe d’origine gauloise indiquant le lieu et la propriété, Ernest Nègre lui emboite le pas. Les formes anciennes (voir supra) vont effectivement dans ce sens.
Cependant, l'interprétation du premier élément par le nom d’homme gaulois Gimmius ou germanique Gingi est contredite par la nature des formes anciennes. En revanche, E. Nègre qui ne connaît pas non plus de forme ancienne suggère le nom de personne latin Gentius, qui semble se retrouver dans les mentions Genciacum (1202) > Genci (1158). La forme actuelle Ginchy possède les traits de la phonétique picarde, -en- en français correspondant à -in- et -c- / -ss- à -ch- (chuintement normanno-picard).
Homonymie avec Gençay (Vienne, Gentiaco 986) ; Gensac (Gironde, Genzago XIe siècle) ; Gensac-la-Pallue (Charente, de Gentiaco 1096 - 1106), noms de lieux que le même A. Dauzat considère formés sur le nom de personne latin Gentius dérivés à l'aide du suffixe -acum.

## Histoire
Le territoire de la commune de Ginchy était compris dans l'ancienne forêt d'Arrouaise. Ce fut un fief des châtelains de Péronne qui l'aliénèrent à l'abbaye d'Arrouaise, à l'abbaye du Mont Saint-Quentin et au prieuré de Lihons-en-Santerre.
Aux XVIIe et XVIIIe siècles, les habitants connaissent- une période de misère du fait des invasions espagnoles, du petit âge glaciaire et de la famine de 1709. Cependant, l'église du village est reconstruite en 1770.
Deux jeunes gens du villages combattent dans les armées de Napoléon : l'un meurt en Espagne en 1809, l'autre en Allemagne en 1813.
Lors de la Deuxième République, en 1849, : comme dans toutes les communes de France, la population masculine majeure peut, pour la première fois, aller voter grâce à l'instauration du suffrage universel masculin.
Voici la répartition (en nombre) de quelques patronymes des électeurs :
| DELATTRE, 1 MAQUET, 1 |

.
Lors de la Guerre franco-allemande de 1870, la population souffre de l'occupation prussienne de 1870-1871.
La commune de Ginchy est le théâtre de violents combats de la Première Guerre mondiale, pendant la bataille de la Somme., notamment lors de la bataille de Ginchy, le 9 septembre 1916, lors de la bataille de la Somme.
Le village est considéré comme totalement détruit à la fin de la guerre et a  été décoré de la Croix de guerre 1914-1918, le 27 octobre 1920. Les photographies aériennes réalisées entre juillet et septembre 1916 montrent en effet que le village a été totalement rasé par les bombardements.

Photos de l'armée britannique pendant la bataille de Ginchy
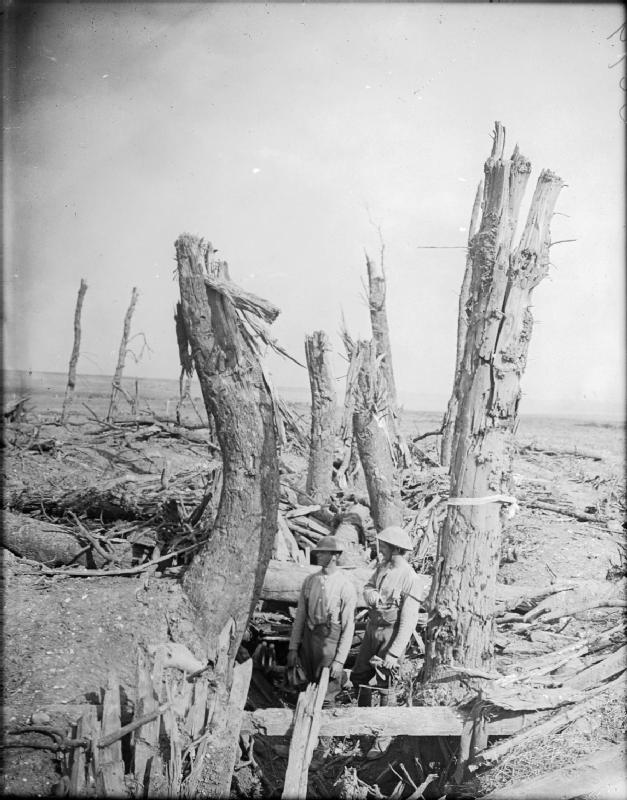
Soldats britanniques dans une tranchée allemande
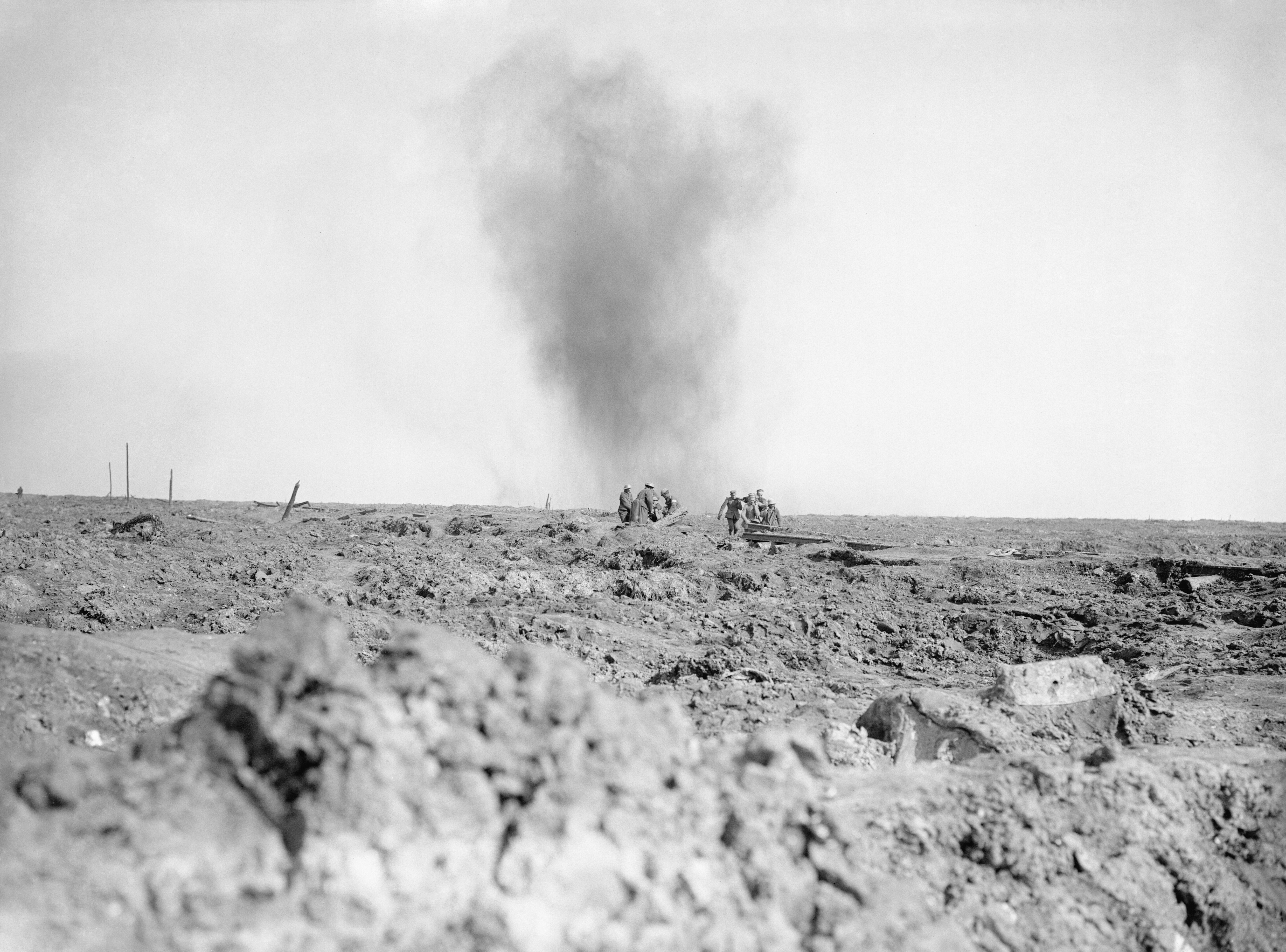
Champ de bataille
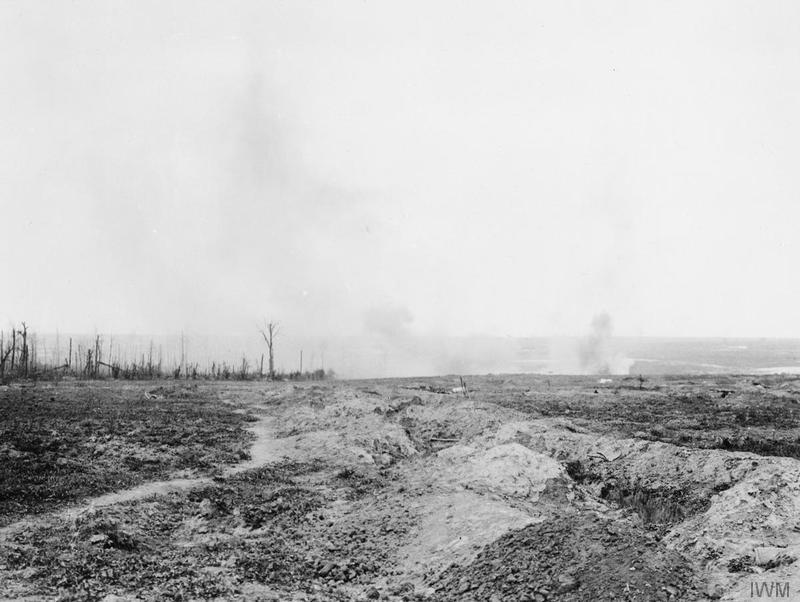
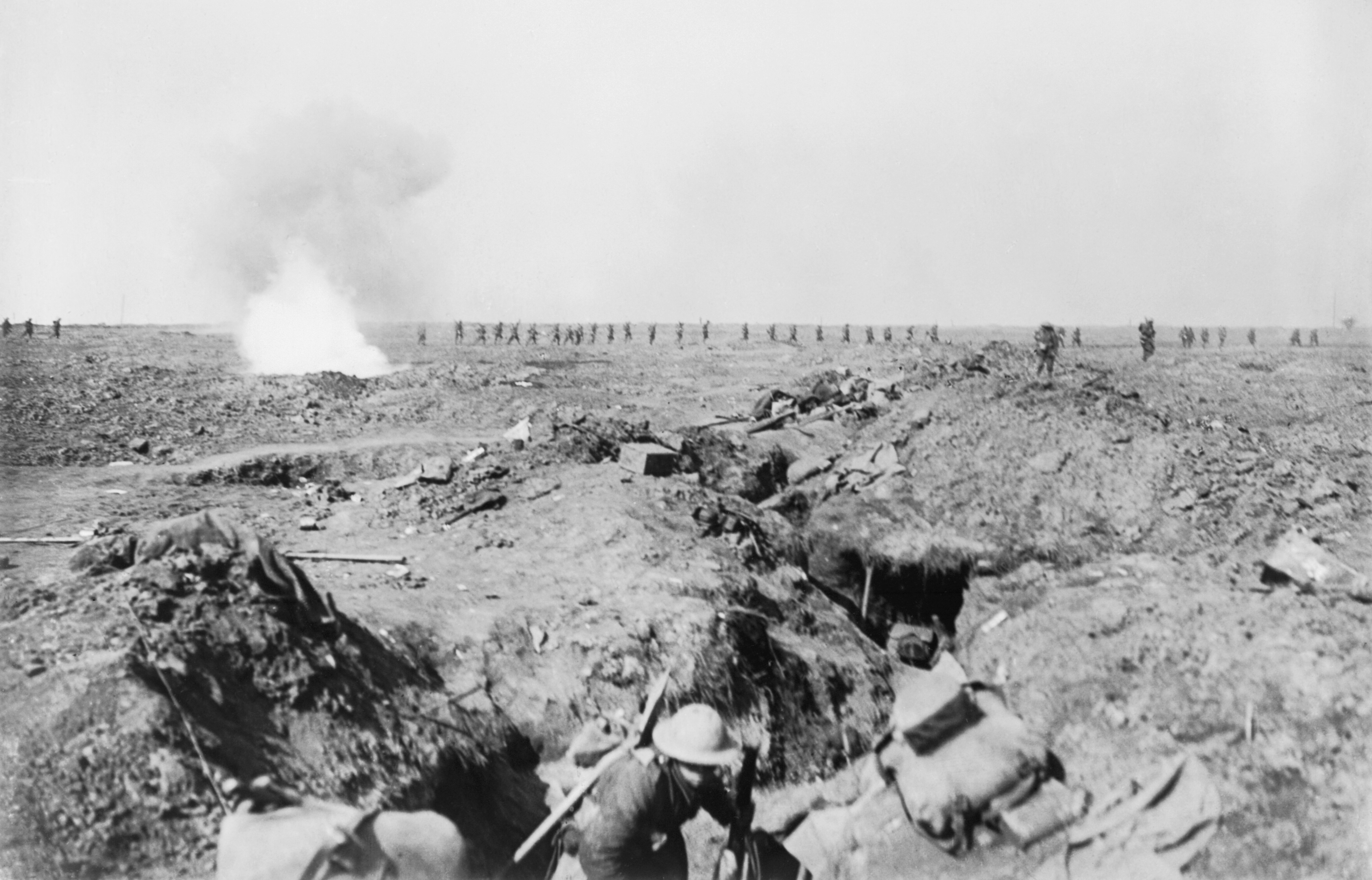
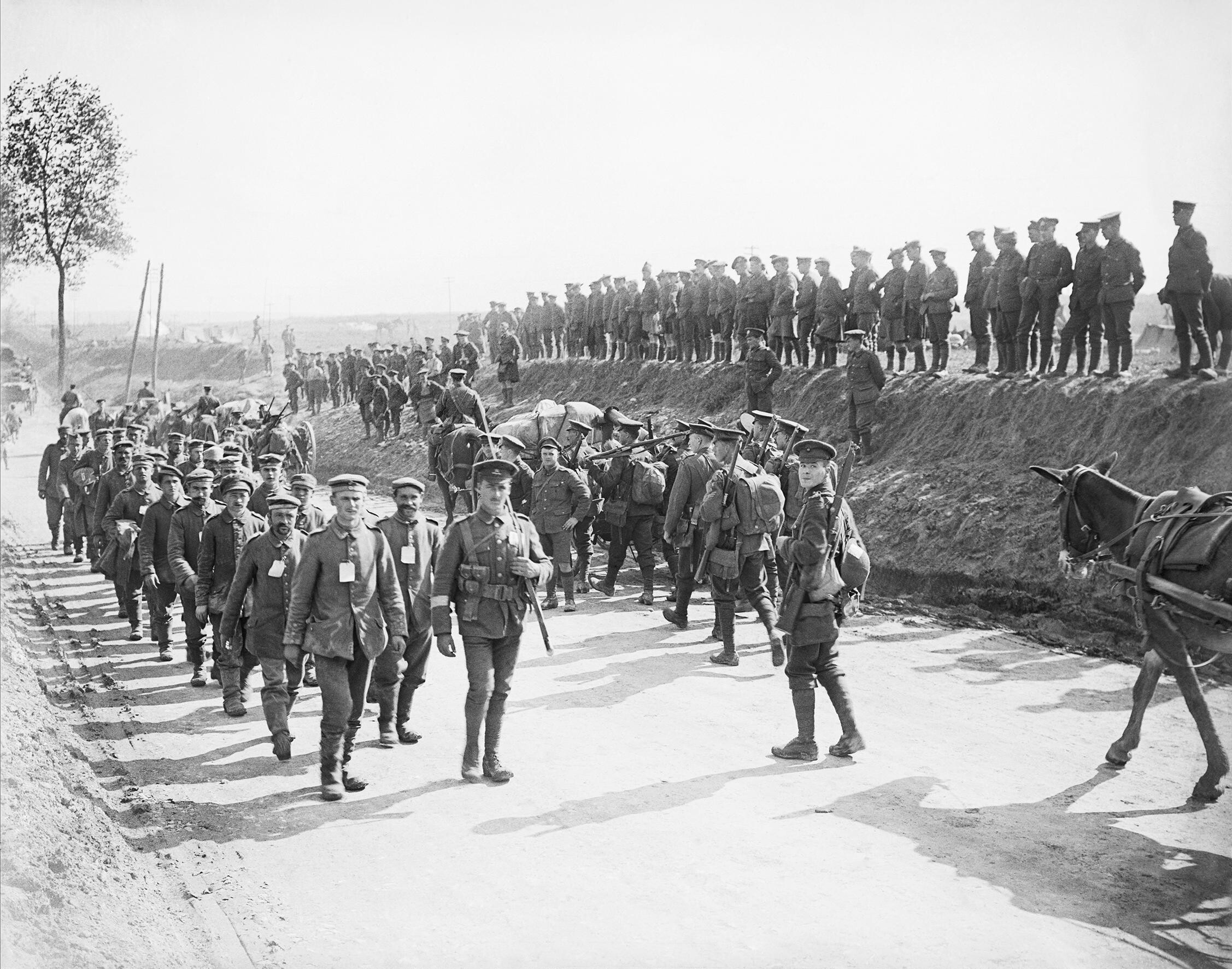
Soldats allemands prisonniers de l'armée britannique

## Politique et administration

### Rattachements administratifs et électoraux

#### Rattachements administratifs
La commune se trouve depuis 1926 dans l'arrondissement de Péronne du département de la Somme.
Elle faisait partie depuis 1793 du canton de Combles. Dans le cadre du redécoupage cantonal de 2014 en France, cette circonscription administrative territoriale a disparu, et le canton n'est plus qu'une circonscription électorale.

#### Rattachements électoraux
Pour les élections départementales, la commune fait partie depuis 2014 du canton de Péronne
Pour l'élection des députés, elle fait partie de la cinquième circonscription de la Somme.

### Intercommunalité
Penvénan était membre de la petite communauté de communes du canton de Combles, un établissement public de coopération intercommunale (EPCI) à fiscalité propre créé en 2001 et auquel la commune avait transféré un certain nombre de ses compétences, dans les conditions déterminées par le code général des collectivités territoriales.
Dans le cadre des dispositions de la loi du 16 décembre 2010 de réforme des collectivités territoriales, qui prévoit que les intercommunalités doivent regrouper au moins 5 000 habitants, la communauté de communes est dissoute le 31 décembre 2012 et cerftaines de ses communes, dont Ginchy, rejoignent la communauté de communes de la Haute Somme, dont est désormais membre la commune

### Liste des maires
²
| Période                                  | Période                    | Identité                   | Étiquette | Qualité |
| ---------------------------------------- | -------------------------- | -------------------------- | --------- | --- |
| Les données manquantes sont à compléter. |                            |                            |           | |
|                                          |                            |                            |           | |
| 1953                                     | 1956                       | André-Jean Godin,          | RPF       | Haut fonctionnaire, résistant Sous-préfet d'Abbeville (1930) Député de la Somme (1946 → 1955) Compagnon de la Libération, commandeur de la Légion d'honneur Croix de guerre, Rosette de la Résistance King's Medal britannique |
|                                          |                            |                            |           | |
| avant 1981                               | 2001                       | Pierre Vasseur             |           | |
| mars 2001                                | 2014                       | Marie-Geneviève Desailloud |           | Institutrice retraitée à l'école Notre-Dame à Albert |
| 2014                                     | En cours (au 26 juin 2023) | Jean-Marc Delmotte         |           | Vice-président de la CC du Pays de la Haute Somme (2014 → ) Réélu pour le mandat 2020-2026 |

## Démographie
L'évolution du nombre d'habitants est connue à travers les recensements de la population effectués dans la commune depuis 1793. Pour les communes de moins de 10 000 habitants, une enquête de recensement portant sur toute la population est réalisée tous les cinq ans, les populations de référence des années intermédiaires étant quant à elles estimées par interpolation ou extrapolation. Pour la commune, le premier recensement exhaustif entrant dans le cadre du nouveau dispositif a été réalisé en 2005.

En 2022, la commune comptait 73 habitants, en évolution de +17,74 % par rapport à 2016 (Somme : −1,26 %, France hors Mayotte : +2,11 %).
| 1793 | 1800 | 1806 | 1821 | 1831 | 1836 | 1841 | 1846 | 1851 |
| ---- | ---- | ---- | ---- | ---- | ---- | ---- | ---- | ---- |
| 196  | 229  | 246  | 213  | 213  | 225  | 206  | 200  | 217  |

| 1856 | 1861 | 1866 | 1872 | 1876 | 1881 | 1886 | 1891 | 1896 |
| ---- | ---- | ---- | ---- | ---- | ---- | ---- | ---- | ---- |
| 209  | 201  | 195  | 205  | 199  | 205  | 203  | 194  | 203  |

| 1901 | 1906 | 1911 | 1921 | 1926 | 1931 | 1936 | 1946 | 1954 |
| ---- | ---- | ---- | ---- | ---- | ---- | ---- | ---- | ---- |
| 190  | 187  | 187  | 91   | 92   | 88   | 100  | 88   | 94   |

| 1962 | 1968 | 1975 | 1982 | 1990 | 1999 | 2005 | 2006 | 2010 |
| ---- | ---- | ---- | ---- | ---- | ---- | ---- | ---- | ---- |
| 89   | 86   | 69   | 64   | 60   | 56   | 64   | 66   | 66   |

| 2015 | 2020 | 2022 | - | - | - | - | - | - |
| ---- | ---- | ---- | - | - | - | - | - | - |
| 63   | 68   | 73   | - | - | - | - | - | - |

## Culture locale et patrimoine

### Lieux et monuments
- Église Saint-Pierre, reconstruite dans l'entre-deux-guerres après la destruction de l'édifice précédent en 1916 et dont de gros travaux d'entretien se sont achevés en 2023[23].
- Monument à la Guards Division sur la route entre Ginchy et Lesbœufs
- Monument aux morts[28].

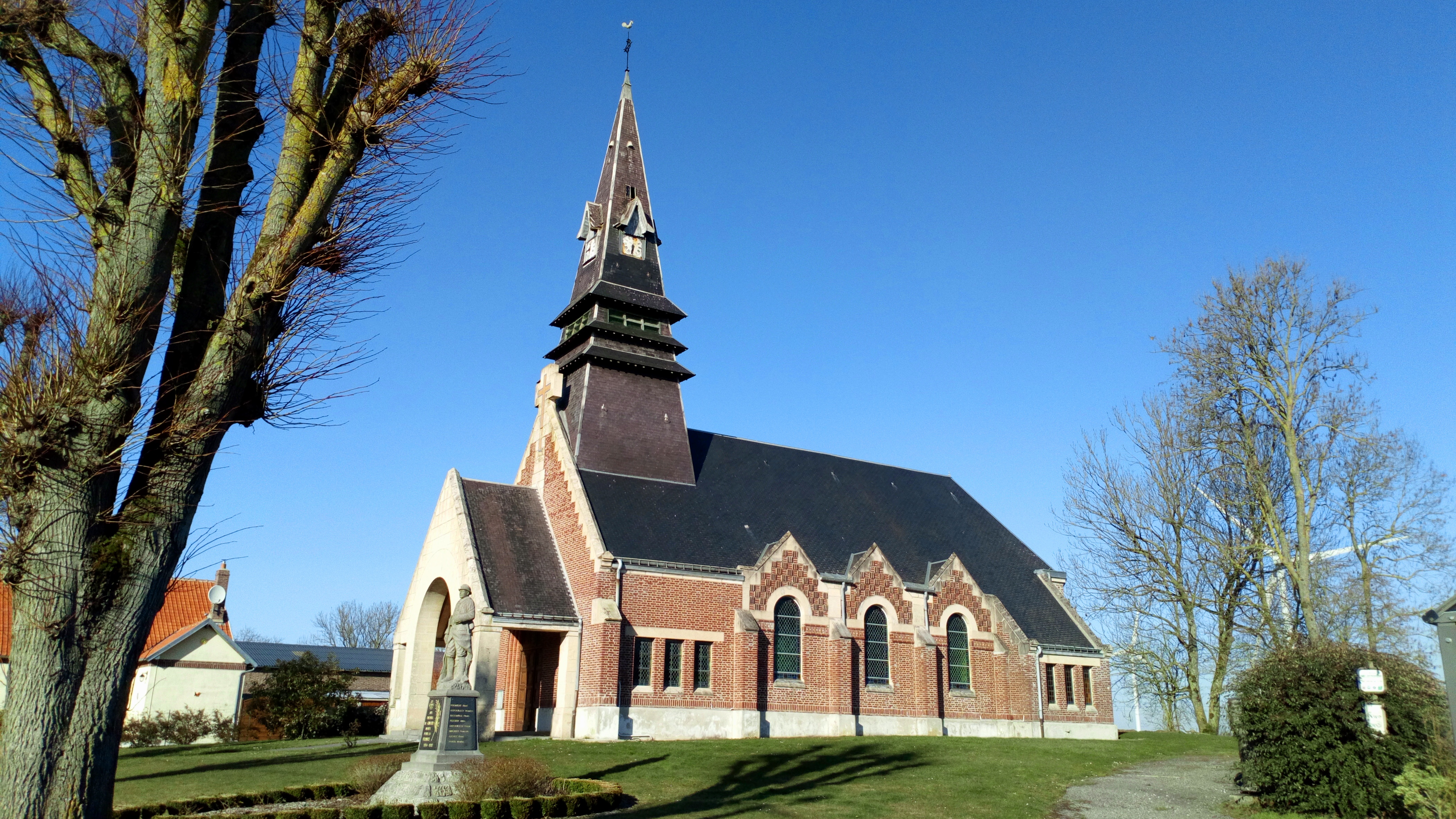
L'église Saint-Pierre
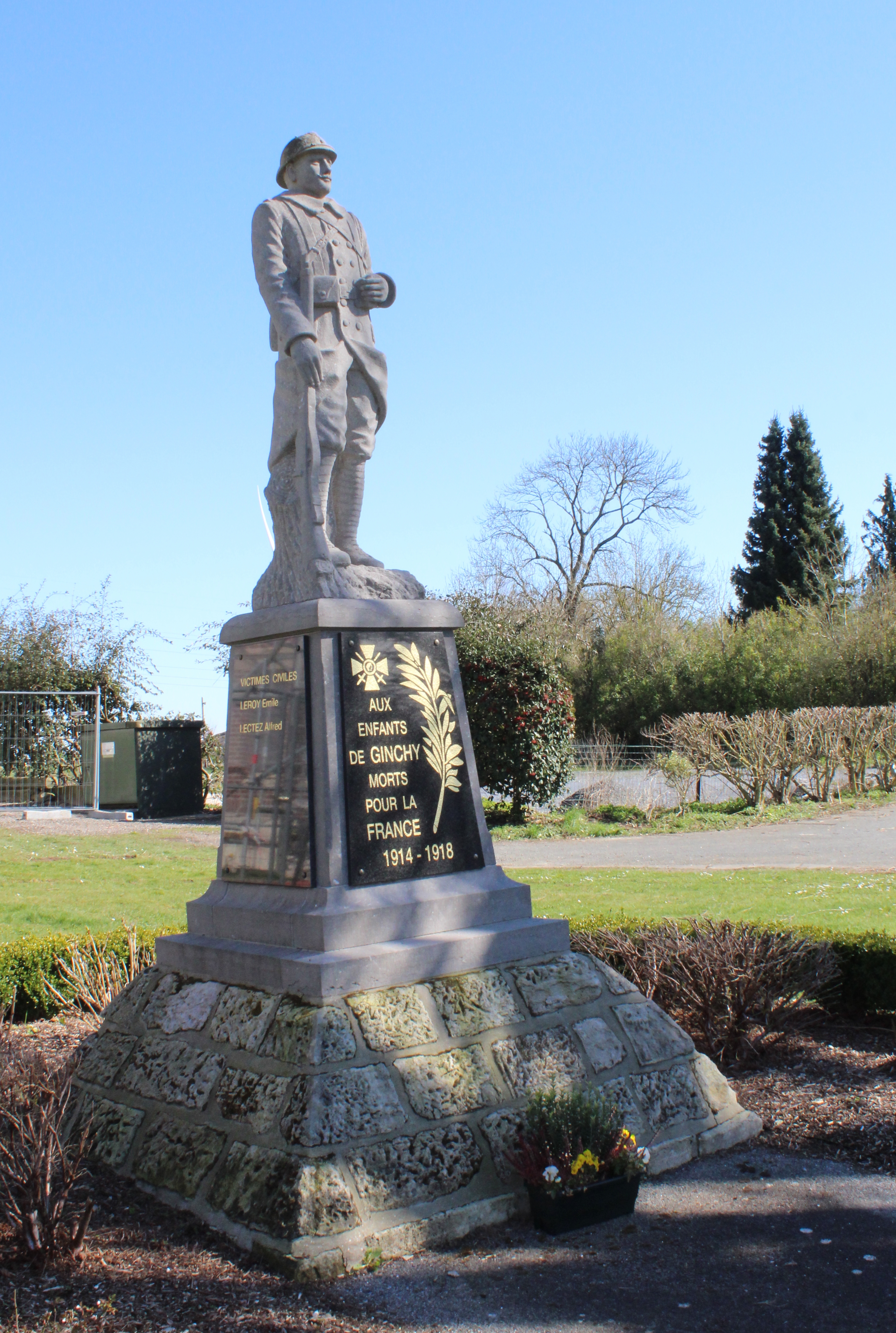
Le monument aux morts.
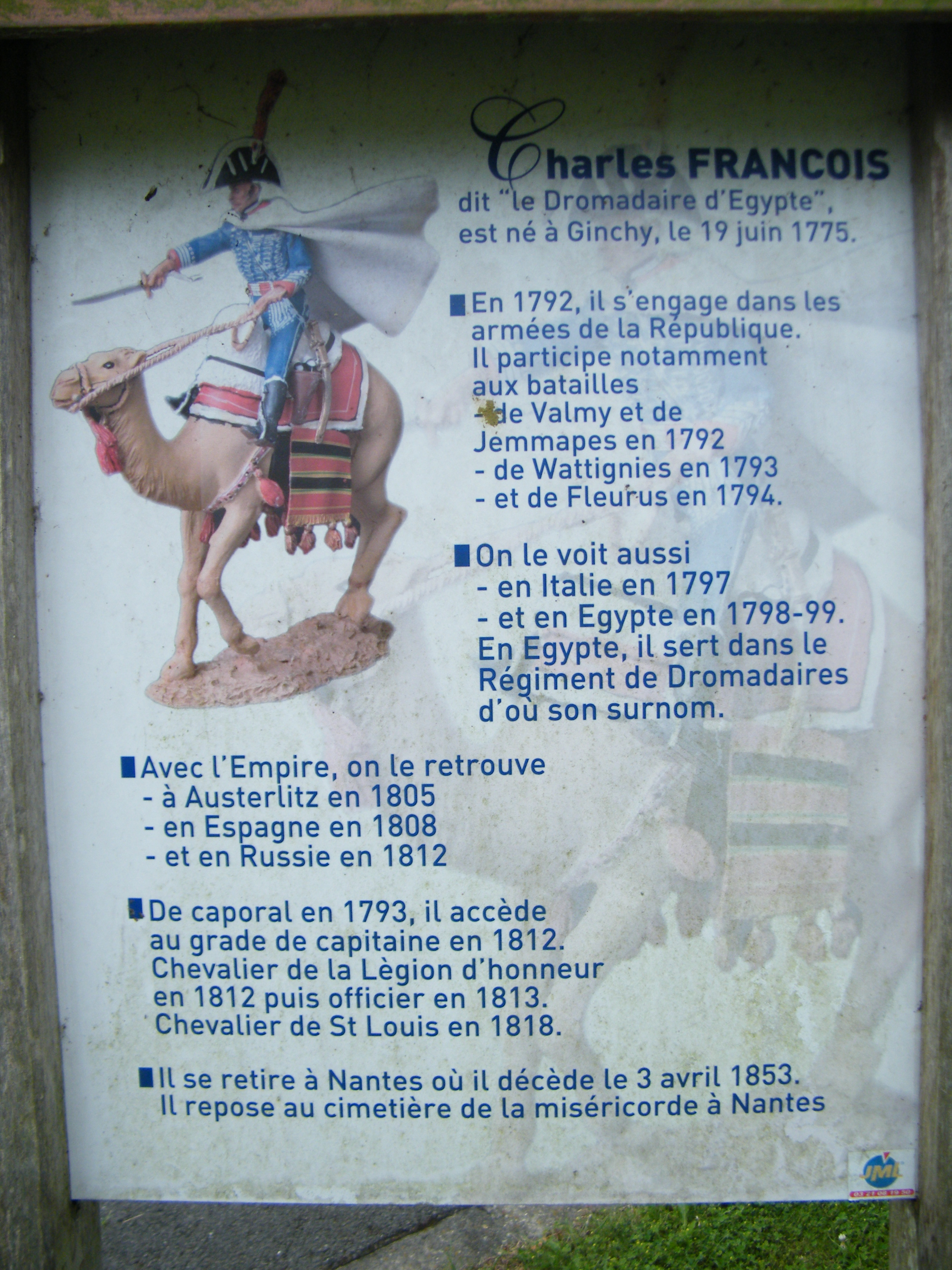
Vie de Charles François.
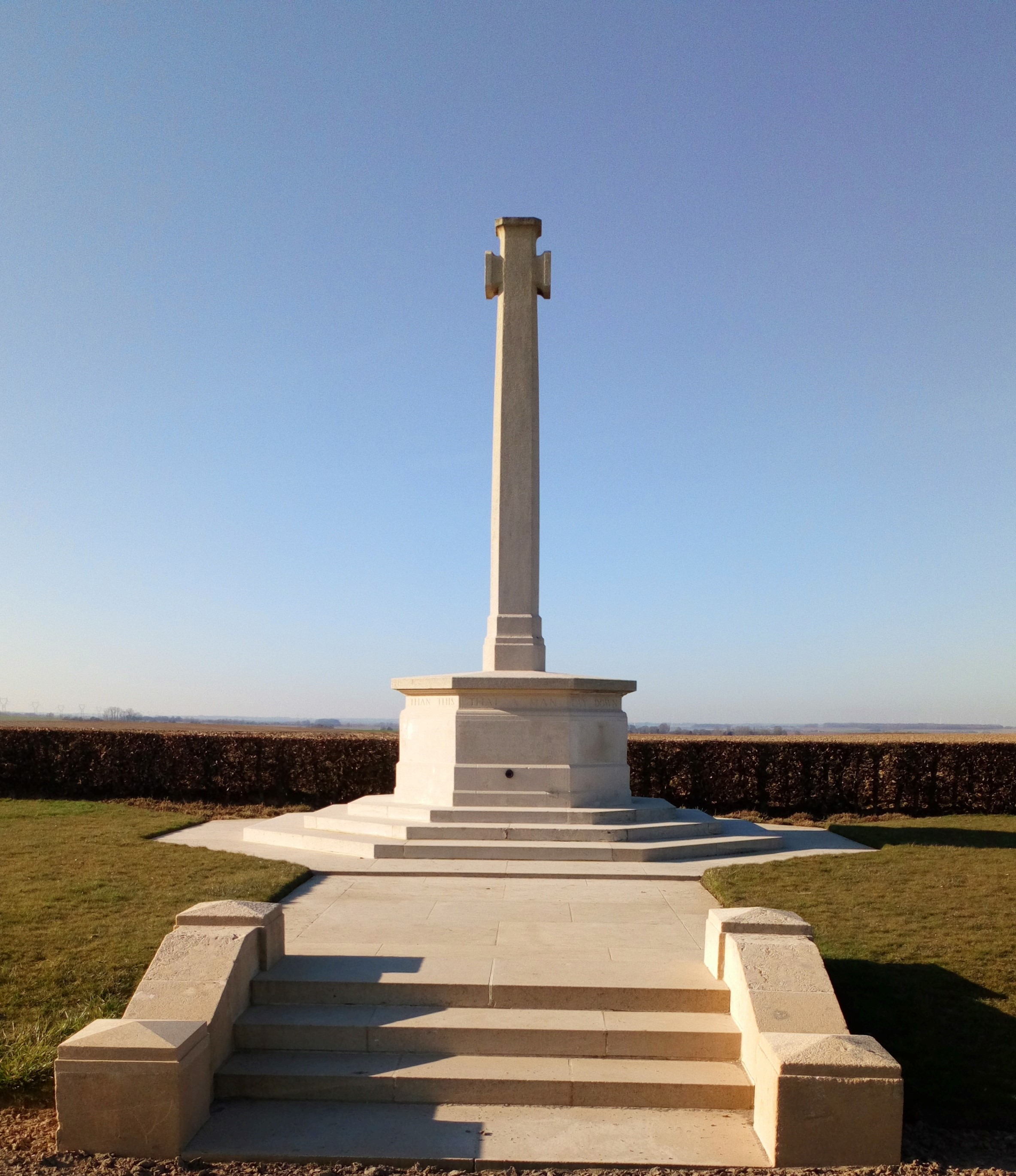
Monument à la Guards Division

### Personnalités liées à la commune

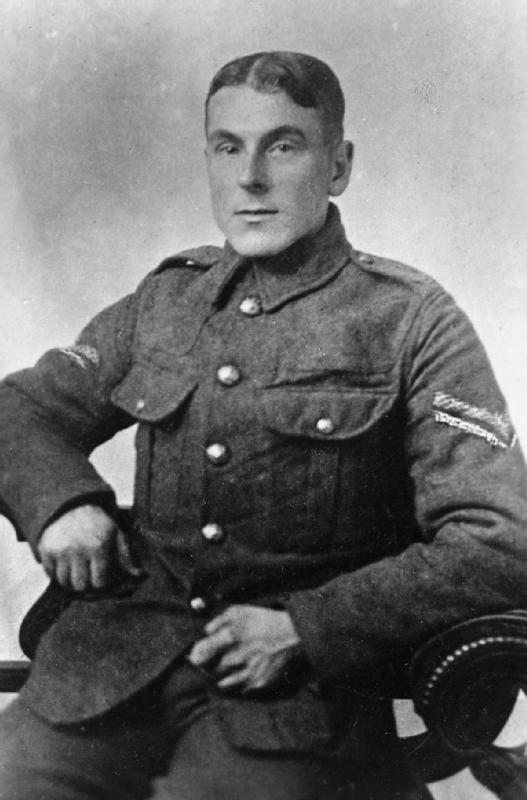
Le caporal May inhumé à Ginchy.

- Charles-François François (1775-1853), chevalier de Saint-Louis, officier de la Légion d'honneur, militaire ayant participé à toutes les campagnes de la Révolution et de l'Empire, y est né[29].
- Caporal May, inhumé à Ginchy le 26 septembre 1916, à 30 ans.

### Héraldique
| Blason de Ginchy | Blason  | Coupé : au 1er de gueules à deux clés d'argent passées en sautoir surmontées de la lettre capitale G du même, au 2d d'azur à un phénix d'or dans son immortalité de gueules. |
| Blason de Ginchy | Détails | Adopté début 2023. |

## Pour approfondir